# Codăești
Codăești (Ausspracheⓘ) ist eine Gemeinde im Kreis Vaslui in der rumänischen Region Moldau, in der Nähe der Grenze zur Republik Moldau. Die Gemeinde besteht auf den Dörfern  Codăești (Hauptsitz), Ghergheleu, Pribești und Rediu Galian.
Codăești befindet sich 32 Kilometer östlich von der Kreishauptstadt Vaslui entfernt.

## Persönlichkeiten
- Ana Pauker (1893–1960), kommunistische Politikerin